# Pentin (Gützkow)
Pentin ist ein Ortsteil der Gemeinde Gützkow im Landkreis Vorpommern-Greifswald. Der Ort hat 62 Einwohner (Stand: 31. Dezember 2015).

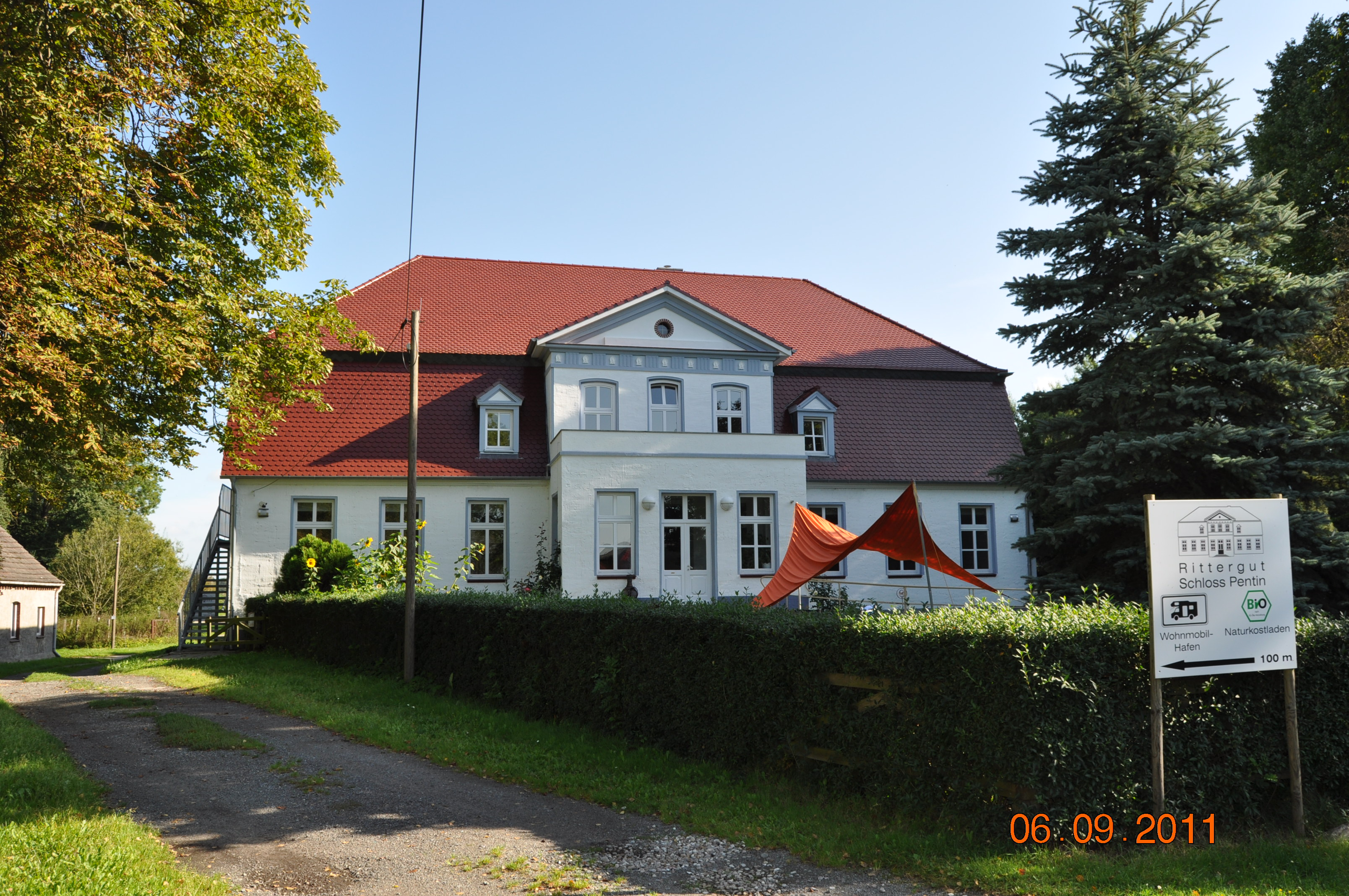
Herrenhaus Pentin

## Geographie
Pentin liegt 3 km östlich von Gützkow an der L 263 (Gützkow – Ziethen) und nahe der Peene.

## Geschichte
Die frühe Besiedlung der Umgebung ist archäologisch durch das bronzezeitliche Hügelgrab östlich des Ortes und durch eine spätslawische Siedlung (1000 bis 1200) nahe der nördlich verlaufenden Straße nachgewiesen.
Pentin wurde 1334 erstmals urkundlich als „Pentyn“ genannt. Es ist eine slawische Gründung. Eine Namensdeutung ist nicht bekannt.
Pentin kommt auch in der Bewidmung für die Stadt Gützkow von 1353 durch Graf Johann III. von Gützkow vor.
Der Ort gab dem Geschlecht Pentyn den Namen (oder umgekehrt?). Nicolaus Pentyn befand sich unter den Zeugen der Urkunde vom Jahr 1334.
1451 schlichtete Herzog Wartislaw IX. in Greifswald eine blutige Fehde zwischen den Greifswaldern und Bundesgenossen einerseits und den Rittern Owstin und Pentyn stattgefunden hatte. In diesem Kampf war ein Joachim Pentyn ums Leben gekommen. Bald darauf sind auch Heinrich und Henning Pentyn verstorben, damit war das Geschlecht erloschen.
1485 erteilt Herzog Bogislaw X. den Owstinen das Gut als Lehen. Nach dem Dreißigjährigen Krieg wurde es dann aber mehrmals verpfändet. Letzter Pfandbesitzer war Chrysantus Friedrich von Magdeburg, das Lehen der Owstine wurde ihm 1700 abgetreten.
1724 erwarb Christian von Corswandt das Gut. 1822 wurde in Pentin vom damaligen Besitzer von Corswandt eine Schule erbaut. 1848 legte man die Schule mit Owstin zusammen.
Fast überall in den Abhängen des Peenetales befanden sich bis zu 5 Meter mächtige Tonlager, die für den Betrieb einer Ziegelei genutzt wurden. Jährlich wurden im 19. Jahrhundert 450.000 Ziegelsteine in der Pentiner Ziegelei gefertigt. Die Hälfte der Wiesenfläche enthält Torflager von bis zu 10 Meter Mächtigkeit, jährlich wurden 1.800.000 Soden gestochen.

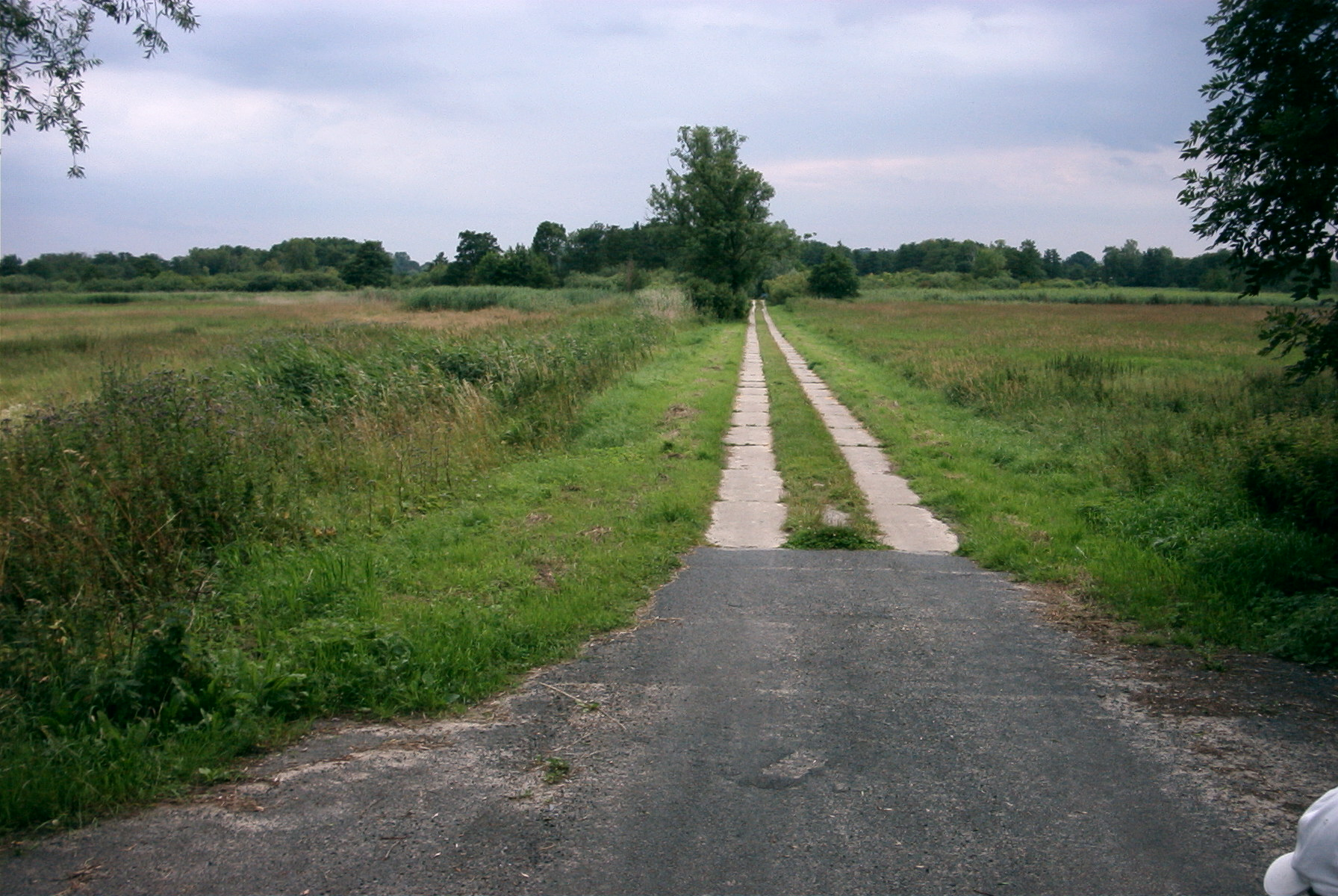
Feldbahndamm und Polder (links) Pentin

Für den Absatz der landwirtschaftlichen Produkte, der Ziegel und auch des Torfes wurde vom Gut zum Bollwerk an der Peene eine feste Feldbahn verlegt, die auch die Ziegelei bediente und später bis Owstin verlängert wurde.
1865 betrug die Zahl der Einwohner 118 Personen in 18 Familien, darunter 1 Verwalter, 1 Wirtschafterin, 7 Knechte und Jungen, 4 Mägde, 11 männliche und 12 weibliche Tagelöhner, 1 Handwerker, 2 männliche und 1 weibliche Dienstboten, sowie 2 Krankenpfleger. An Gebäuden wurden angegeben: 1 Schule, 11 Wohnhäuser, 10 Wirtschaftsgebäude, 1 Ziegelei, 1 Mühle.
Das Gut wurde um 1900 von dem Lüssower Gutsherren von Voß-Wolffradt aufgekauft. 1905 und 1922 wurde die Größe des Besitzes mit 453 ha angegeben, die Zahl der Einwohner 1928 mit 167.
1930 erwarb dann Rittmeister a.d. Werner Lehmann das Gut. Als er dieses Gut übernahm, errichtete er in den Peenewiesen einen Polder. 1935 wurde das Pentiner Schulhaus baufällig, man baute die neue Schule in Owstin. Lehmann wurde 1945 enteignet, das Gut wurde in der Bodenreform aufgesiedelt. Die Neubauern erhielten ca. 10 ha Land. Das Gutshaus wurde nach 1945 als Kinderheim genutzt. 1955 wurde die LPG Typ III gegründet. Pentin gehört später zur LPG (T) Gützkow, es wurden gehalten: 120 weibliche Jungrinder, 300 Mastbullen und 500 Mastschweine.
Ab 1. Januar 1993 wurde das Pentiner Gutshaus dem diakonischen Verein Züssow e.V. unterstellt, worauf eine weitere umfangreiche Sanierung stattfand, die es als Nutzung für erkrankte Kinder vorsah.
Das Herrenhaus, und das umliegende Areal mit Park wurden 2007 an einen Privatinvestor verkauft. Dieser sanierte dieses und baute es nach alten Plänen und Zeitzeugen neu auf. Wegen nicht denkmalgerechter Sanierung und Abriss der Nebengebäude wurde die Gutsanlage in der neuen Liste von 2008 gestrichen. Seit diesem wird das Areal und der Park wieder privat genutzt. Das ehemalige Gutsareal, welches nach der Wende von Speicher und Remisen durch Baufälligkeit bereinigt wurde, wird als Wohnmobilübernachtungsstellplatz genutzt.
Pentin hatte am 31. Dezember 2014 56 Einwohner mit Hauptwohnung und 4 mit Nebenwohnung.
Pentin hatte am 31. Dezember 2015 59 Einwohner mit Hauptwohnung und 3 mit Nebenwohnung.

## Sehenswürdigkeiten
- Herrenhaus (nicht öffentlich)

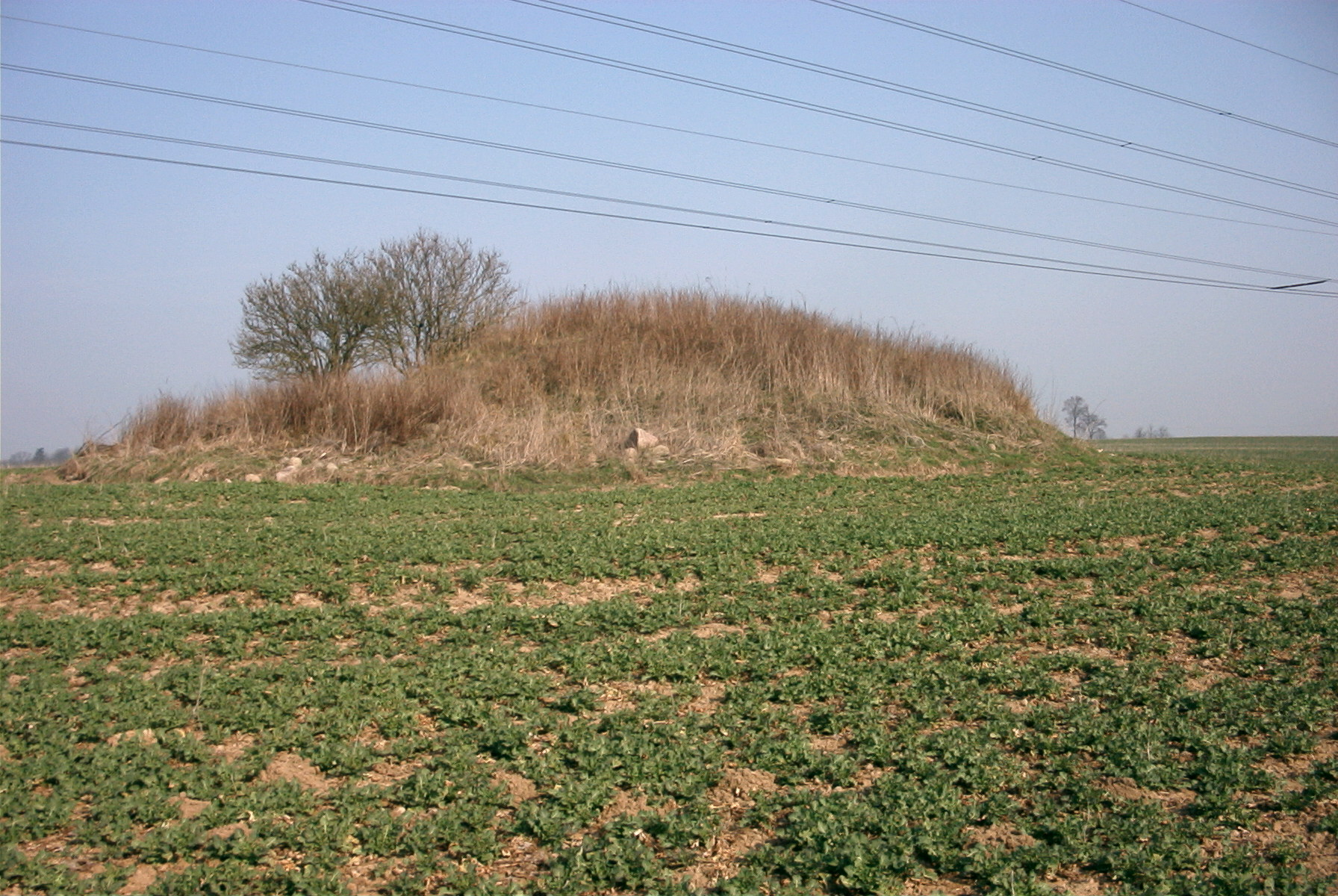
Bronzezeitliches Hügelgrab Pentin

- Bronzezeitliches Hügelgrab (1700 bis 600 vdZ) östlich der Ortslage
- Tongruben der verschwundenen Ziegelei
- Pentiner Polder mit Rückbau und Versuchsfeldern (Lehrpfad)
- Glockenstuhl auf dem Friedhof